# Campionati del mondo di ciclismo su strada 2010 - Cronometro maschile Elite
La cronometro individuale maschile Elite dei Campionati del mondo di ciclismo su strada 2010 è stata corsa il 30 settembre nell cittadina di Geelong, in Australia, e ha affrontato un percorso totale di 45,6 km. È stata vinta dallo svizzero Fabian Cancellara, che ha stabilito il record di vittorie con il quarto titolo mondiale.

## Percorso
Il percorso si snodava interamente lungo un circuito tra le vie della cittadina di Geelong, a pochi chilometri da Melbourne. 
A differenza della cronometro femminile elite, che prevedeva un solo giro del circuito, gli uomini hanno affrontato due tornate; la partenza era situata lungo Moorabool Street e il percorso affrontava già un breve tratto in salita fino all'incrocio con McKillop Street, da cui una discesa di quasi due chilometri portava in Barrabool Road. Qui si affrontava un tratto rettilineo lungo il Barwon River, fino alla rotatoria con Shannon Avenue, in cui si girava a destra in Mount Pleasant Road. Lasciato il tratto rettilineo, il percorso affrontava una serie di sali-scendi che potevano mettere alla prova la resistenza dei partecipanti. Da Mt Pleasant Rd ci si immetteva in Scenic Road, dove si raggiungeva il punto più alto del circuito. Da questo, il percorso scendeva fino a Queens Park Road affrontando una discesa di 2,5 km in cui si potevano raggiungere i 100 km/h. Terminata la discesa, un nuovo strappo portava in Aphrasia Street ed era seguito da una seconda lunga discesa lungo Pakington Street, Church Street e Glenleith Avenue che portava sulla costa dell'oceano, un tratto vallonato ma tuttavia molto veloce. Il passaggio da Hearne Parade, vicino al giardino botanico di Geelong, poteva essere reso difficoltoso dal vento. Lasciato il tratto costiero, il percorso piegava verso sud, attraversava per un breve tratto Geelong-Portarlington Road e ritornava nel giardino botanico, portandosi nuovamente verso la costa. Usciti dal parco, gli atleti affrontavano l'ultimo chilometro e mezzo lungo Malop Street, rettilineo che immetteva in Moorabool Street dove era situato l'arrivo.

## Squadre e corridori partecipanti
Ogni nazione poteva iscrivere quattro atleti e schierarne due in gara. I campioni continentali e il campione mondiale uscente potevano essere iscritti in aggiunta ai due partecipanti.
- Campione mondiale uscente:  Fabian Cancellara
- America:  Ivan Mauricio Casas
- Africa:  Jay Robert Thomson
- Asia:  Andrej Mizurov
- Oceania:  Drew Ginn

I 43 partecipanti sono stati suddivisi in quattro gruppi, per dar modo ai corricori di ogni gruppo di terminare i due giri del circuito prima di iniziare con il turno successivo.
| Gruppo 1 | Gruppo 1            | Gruppo 1 | Gruppo 2 | Gruppo 2            | Gruppo 2 | Gruppo 3 | Gruppo 3            | Gruppo 3 | Gruppo 4 | Gruppo 4          | Gruppo 4 |
| -------- | ------------------- | -------- | -------- | ------------------- | -------- | -------- | ------------------- | -------- | -------- | ----------------- | -------- |
| 43       | James Weeks         | 42°      | 32       | Reginald Douglas    | 41°      | 21       | Carlos Oyarzún      | 14°      | 10       | Bert Grabsch      | 11°      |
| 42       | Andrej Zejc         | 34°      | 31       | Jack Bauer          | 23°      | 20       | Artëm Ovečkin       | 21°      | 9        | Koos Moerenhout   | 6°       |
| 41       | Gordon McCauley     | 37°      | 30       | Dmitrij Fofonov     | 22°      | 19       | Alex Rasmussen      | 18°      | 8        | David Zabriskie   | 8°       |
| 40       | Jarosław Marycz     | 39°      | 29       | Vladimir Gusev      | 13°      | 18       | Tejay van Garderen  | 24°      | 7        | Svein Tuft        | 26°      |
| 39       | Martin Velits       | 27°      | 28       | Raivis Belohvoščiks | 28°      | 17       | Peter Velits        | 32°      | 6        | Janez Brajkovič   | 20°      |
| 38       | Jay Robert Thomson  | 38°      | 27       | David McCann        | 25°      | 16       | Dominique Cornu     | 35°      | 5        | David Millar      | 2°       |
| 37       | Tanel Kangert       | 33°      | 26       | Maciej Bodnar       | 9°       | 15       | Nicolas Vogondy     | 15°      | 4        | Gustav Larsson    | 10°      |
| 36       | Esad Hasanović      | 40°      | 25       | Andrij Hrivko       | 16°      | 14       | Kanstancin Siŭcoŭ   | 30°      | 3        | Tony Martin       | 3°       |
| 35       | José Iván Gutiérrez | 17°      | 24       | Jos van Emden       | 36°      | 13       | Ignatas Konovalovas | 12°      | 2        | Richie Porte      | 4°       |
| 34       | José Serpa          | NP       | 23       | Matías Médici       | 29°      | 12       | Luis León Sánchez   | 7°       | 1        | Fabian Cancellara | 1°       |
| 33       | Michael Mørkøv      | 31°      | 22       | Sylvain Chavanel    | 19°      | 11       | Michael Rogers      | 5°       |          |                   |          |

## Classifica (Top 10)
| Pos. | Corridore         | Squadra       | Tempo     |
| ---- | ----------------- | ------------- | --------- |
| 1    | Fabian Cancellara | Svizzera      | 58'09"19  |
| 2    | David Millar      | Gran Bretagna | a 1'02"75 |
| 3    | Tony Martin       | Germania      | a 1'12"49 |
| 4    | Richie Porte      | Australia     | a 1'19"00 |
| 5    | Michael Rogers    | Australia     | a 2'24"94 |
| 6    | Koos Moerenhout   | Paesi Bassi   | a 2'40"69 |
| 7    | Luis León Sánchez | Spagna        | a 2'44"23 |
| 8    | David Zabriskie   | Stati Uniti   | a 2'51"41 |
| 9    | Maciej Bodnar     | Polonia       | a 3'00"70 |
| 10   | Gustav Larsson    | Svezia        | a 3'01"02 |